# Bustelo (Chaves)
Bustelo is een plaats (freguesia) in de Portugese gemeente Chaves en telt 517 inwoners (2001).